# Physocephala pusilla
Physocephala pusilla är en tvåvingeart som först beskrevs av Johann Wilhelm Meigen 1824.  Physocephala pusilla ingår i släktet Physocephala och familjen stekelflugor. Inga underarter finns listade i Catalogue of Life.

## Bildgalleri

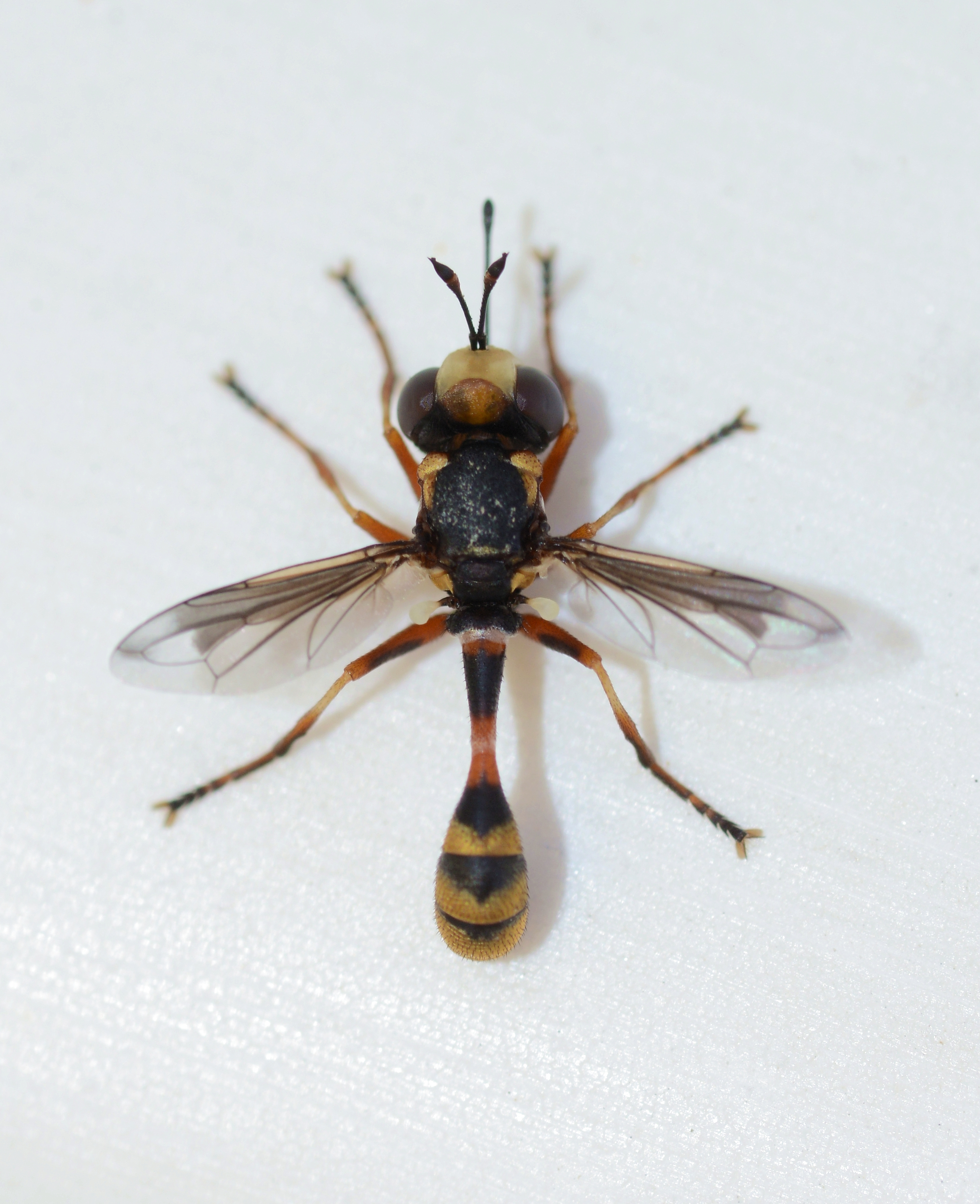
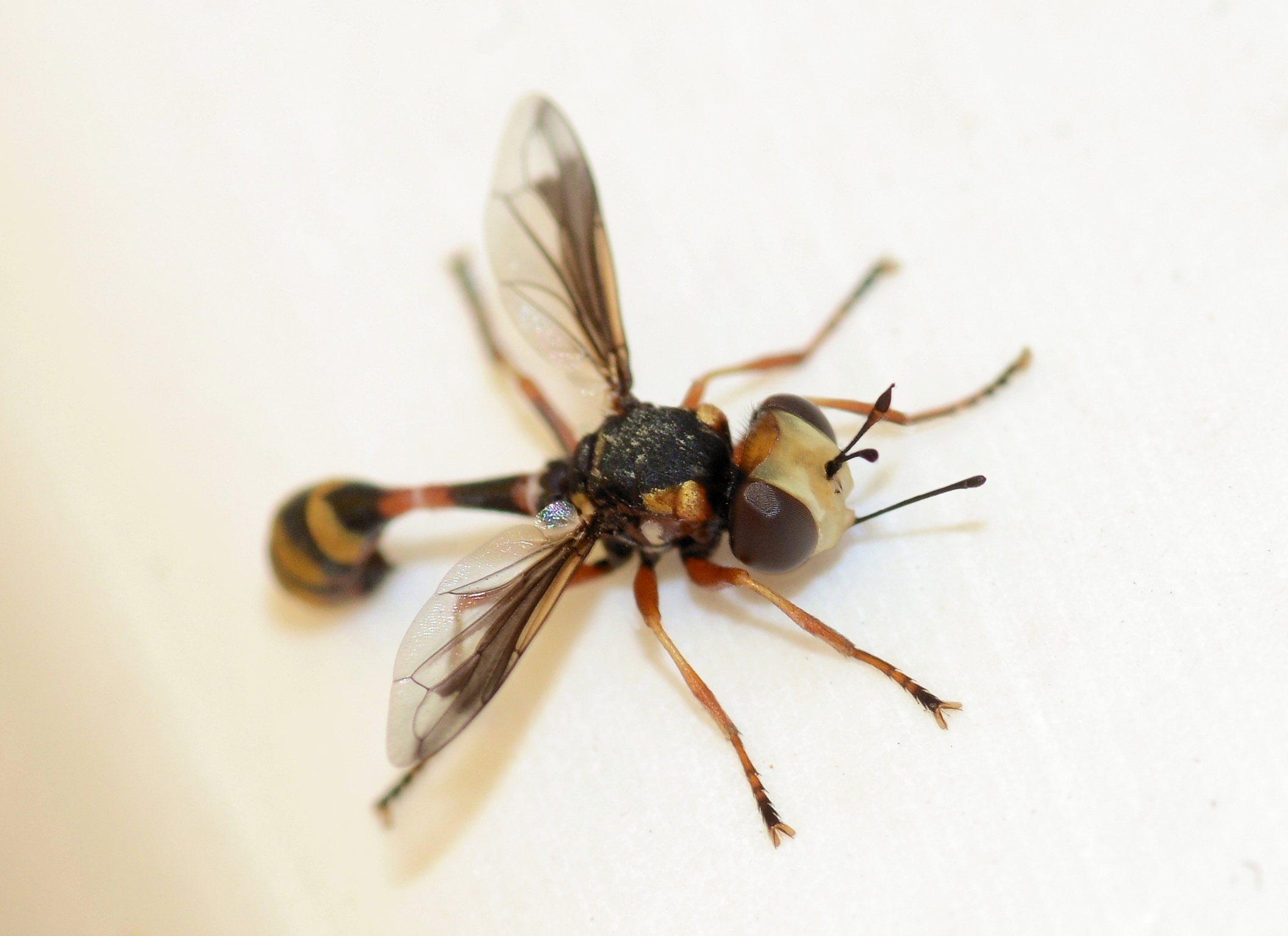